# Morro do Chapéu do Piauí
Morro do Chapéu do Piauí é um município brasileiro do estado do Piauí. Localiza-se a uma latitude 03º44'35" sul e a uma longitude 42º18'43" oeste, estando a uma altitude de 99 metros. Sua população estimada em 2004 era de 6 742 habitantes.
Possui uma área de 300,51 km².